# Gloria (Vivaldi)
Antonio Vivaldi compuso varios Gloria, cuyo texto forma parte del canon de la misa. El que está catalogado como de RV 589 es el más conocido y popular, pero se sabe que al menos escribió dos Glorias más. Además del mencionado RV 589, ha llegado a nosotros el RV 588 y hay otro que se ha perdido (RV 590), que sólo se menciona en el catálogo Kreuzherren. El RV 589 fue compuesto hacia 1713 y el RV 588 hacia 1717.

## Introducción
Como había hecho con otras composiciones corales, Vivaldi también escribió introduzioni ('introducciones'), es decir, motetes que se interpretaban con carácter previo a estas canciones sagradas. Para estos Gloria, existen cuatro:  Cur Sagittas (RV 637), Jubilate, o amoeni cori (RV 639), Longe mala, umbrae, terrores (RV 640) y Ostro picta, armata espina (RV 642).[cita requerida]

## GloriaRV 588
1. Introduzione (RV 639): Aria "Jubilate o amoeni cori" (Contralto)
2. Recitative "In tam solemni pompa" (Contralto)
3. Aria "Sonoro Modulamine" (Contralto) — Gloria in excelsis Deo RV 588 (Coro)
4. Et in terra pax (Coro)
5. Laudamus te (Sopranos I y II)
6. Gratias agimus tibi (Coro)
7. Domine Deus (Tenor)
8. Domine, Fili unigenite (Coro)
9. Domine Deus, Agnus Dei (Soprano)
10. Qui tollis peccata mundi (Coro)
11. Qui sedes ad dexteram Patris (Contralto)
12. Quoniam tu solus sanctus (Soprano)
13. Cum Sancto Spiritu (Coro)

## GloriaRV 589
El Gloria RV 589, en re mayor, tiene una duración aproximada de un poco más de media hora y se compone de once o doce movimientos (dependiendo de si el cuarto y el quinto son contados como uno o son contados como un pasaje solamente).
1. Gloria in excelsis Deo [allegro] (Coro)
2. Et in terra pax hominibus [andante] (Coro)
3. Laudamus te [allegro] (Sopranos I y II)
4. Gratias agimus tibi [adagio] (Coro)
5. Propter magnam gloriam [allegro] (Coro)
6. Domine Deus [largo] (Soprano)
7. Domine Fili Unigenite [allegro] (Coro)
8. Domine Deus, Agnus Dei [adagio] (Contralto y coro)
9. Qui tollis peccata mundi [adagio] (Coro)
10. Qui sedes ad dexteram Patris [allegro] (Contralto)
11. Quoniam tu solus sanctus [allegro] (Coro)
12. Cum Sancto Spiritu [allegro] (Coro)

## Grabaciones
- Vivaldi Gloria [RV 589] / Dixit prevista para [RV 594]. Concerto Italiano, Rinaldo Alessandrini (director). Gemma Bertagnolli (soprano), Sara Mingardo (contralto). Francia, Ingenuo. (Incluye la introducción del RV 642 en la Gloria y el RV 635 en Dixit Dominus.)

- https://www.youtube.com/watch?v=B1WhGza8Qlo  Interpretación del GLoria de Vivaldi en la Catedral de Nuestra Señora de la Asunción, Tlaxcala, 2021. Grupo Vocalterra de Israel Netzahual Cuatecontzi. Director: Frank Eychaner.